# 睛斑扁隆頭魚
睛斑扁隆頭魚，為輻鰭魚綱鱸形目隆頭魚亞目隆頭魚科的其中一種，分布於東大西洋的地中海、黑海、亞速海海域，棲息深度1-30公尺，體長可達12公分，棲息在近海海草生長的岩石海域，屬肉食性，以蠕蟲、片腳類、苔蘚蟲等為食，生活習性不明，可作為觀賞魚。

## 擴展閱讀
維基物種上的相關：睛斑扁隆頭魚